# Амандин Бушар
Амандин Бушар (фр. Amandine Buchard; Ноази, 12. јул 1995) је француска џудисткиња. Квалификовала се за представљање Француске на Летњим олимпијским играма 2020. и освојила је сребрну медаљу у полулакој категорији и златну медаљу у мешовитој екипи.

## Биографија
Рођена је 5. јула 1973. у Ноази. Освојила је бронзану медаљу на Светском првенству 2014. у Чељабинску. Била је јуниорска светска шампионка 2014. године, освојивши Светско првенство.
Године 2019. освојила је сребрну медаљу у конкуренцији жена до 52 килограма на Светском мастерсу, одржаном у Ћингдаоу. Године 2021. освојила је златну медаљу на Светском мастерсу одржаном у Дохи.
Отворено се изјаснила као лезбијка.